# Arma nucleare a fissione amplificata
Con l'espressione arma nucleare a fissione amplificata ci si riferisce solitamente a un tipo di arma nucleare a fissione che utilizza un piccolo quantitativo  di combustibile di fusione per aumentare il tasso di fissione del materiale fissile e di conseguenza la potenza dell'ordigno. In questi ordigni, i neutroni rilasciati dalle reazioni di fusione si aggiungono a quelli rilasciati dalla fissione portando a un aumento delle reazioni di fissione indotte dai neutroni; il tasso di fissione aumenta quindi significativamente e di conseguenza aumenta la percentuale di materiale fissile che partecipa alla reazione prima che l'esplosione del nucleo (o nocciolo) distrugga l'intero sistema con un aumento anche di due volte dell'energia rilasciata. Il processo di fusione in sé, invece, aggiunge solo una piccola percentuale all'energia dell'esplosione, più o meno nell'ordine dell'1%.
Un altro dispositivo a cui si può riferire con "arma nucleare a fissione amplificata" è un tipo di bomba nucleare a singolo stadio, ormai obsoleto, che usa la fusione termonucleare su ampia scala per creare neutroni veloci che possono causare la fissione nucleare nell'uranio impoverito. Nei loro studi, Edward Teller e Andrei Sakharov, che svilupparono indipendentemente l'idea di questa bomba, la quale comunque non viene considerata una vera e propria bomba termonucleare dato che la percentuale dell'energia da essa sprigionata dovuta al processo di fusione è solo del 20% circa, si riferiscono a questo ordigno rispettivamente come  "Alarm Clock" e come "Sloika".

## Sviluppo
L'idea dell'amplificazione fu originariamente sviluppata tra la fine del 1947 e la fine del 1949 nei laboratori nazionali di Los Alamos. Il principale beneficio dell'amplificazione risiedeva nella riduzione delle dimensioni degli ordigni che essa consentiva di realizzare, l'amplificazione delle fissione, infatti, riduce il tempo di confinamento inerziale minimo necessario affinché avvenga un'esplosione nucleare supercritica fornendo un flusso di neutroni veloci prima che la massa critica venga distrutta dalla sua stessa esplosione. Tutto ciò elimina, in un ordigno nucleare a implosione, la necessità del rivestimento in alluminio e del tamper (una sorta di "contenitore" dell'esplosione che sopravvive per circa mezzo microsecondo ma che svolge il ruolo cruciale di prolungare la fase esponenziale) di uranio che circondano il nucleo, nonché quella di avere degli esplosivi che, una volta detonati, li facciano comprimere contro il materiale fissile per fargli raggiungere uno stato supercritico. Poiché, infatti, il nucleo compresso non deve essere tenuto insieme per lungo tempo, il massiccio tamper di uranio-238 può essere rimpiazzato da un leggero scudo di berillio atto a riflettere indietro nel nucleo i neutroni non catturati.
Aggiungendo il fatto che, come spiegato più avanti, anche lo stesso nucleo può essere ridotto della metà, ne consegue che l'esplosivo convenzionale necessario a far implodere l'intera massa metallica (il tamper più il nocciolo) risulta notevolmente inferiore.
Per avere un'idea della miniaturizzazione consentita dalla fissione amplificata, basta pensare che Fat Man, la bomba lanciata su Nagasaki il 9 agosto 1945, aveva un diametro di oltre un metro e mezzo e necessitava di 3 tonnellate di esplosivo convenzionale per attuare l'implosione, mentre una bomba a fissione intensificata di pari potenza può essere inserita all'interno di una piccola testata, come una W88 (1,75 m in altezza; 0,55 m in larghezza ed un peso di 360 Kg), per essere utilizzata come stadio primario atto a innescare la bomba termonucleare secondaria.

### Amplificazione nelle moderne armi nucleari

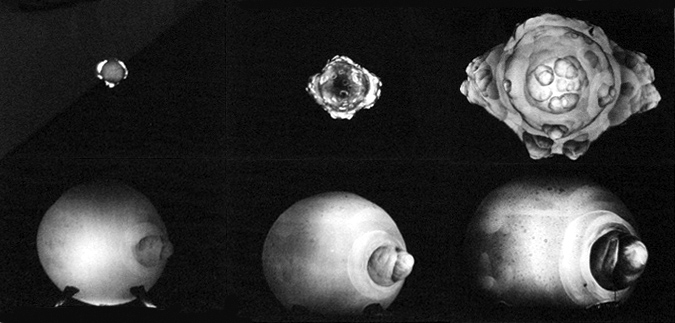
Fotografie rapatroniche dei primi millisecondi dell'esplosione del test Mohawk, il 2 luglio 1956.

Nelle bombe a fissione moderne, rifacendosi al funzionamento di Fat Man, il materiale fissile viene unito per raggiungere un valore di massa supercritico attraverso un'implosione sferica causata dalla detonazione di esplosivo convenzionale e dalla tecnica della lente esplosiva. Allo stato supercritico, molti dei neutroni rilasciati dalla fissione dei nuclei indurranno la fissione di altri nuclei, portando a un aumento esponenziale della reazioni di fissione e quindi a una reazione a catena. In genere, una reazione di questo tipo consuma circa il 20% del combustibile disponibile prima che l'esplosione della bomba stessa distrugga il sistema, ma tale percentuale dipende dalla configurazione dell'ordigno, ad esempio in Little Boy, la bomba che fu lanciata su Hiroshima il 6 agosto 1945 e che usava una configurazione "a cannone", tale percentuale fu solo dell'1,38%, mentre Fat Man, che, come detto, utilizzava una configurazione "a implosione", fu 17,5 volte più efficiente.
L'amplificazione della fissione data dalla fusione è raggiunta utilizzando deuterio e trizio gassosi. Talvolta è stato usato anche deuteruro-triziuro di litio solido ma un materiale gassoso permette una maggiore flessibilità e può essere iniettato, pochi attimi prima dell'implosione, in una cavità posta al centro del nocciolo di materiale fissile, o, nel caso di un ordigno con una configurazione a nucleo sospeso, nel vuoto esistente tra il nucleo e il guscio esterno. Il luogo ideale dove piazzare il combustibile da fusione è infatti una cavità posta nel centro del nocciolo, sia per il fatto che lì la temperatura raggiunta del nocciolo è maggiore che per il fatto che ciò massimizza la probabilità di cattura neutronica da parte del materiale fissile circostante. Poiché il tasso di fusione è proporzionale al quadrato della densità a una data temperatura, inoltre, è quindi importante che la densità del combustibile sia più alta possibile, anche perché più alta è la densità raggiunta, più bassa è la temperatura necessaria a innescare l'amplificazione e quindi più bassa è l'energia derivante dalla fissione necessaria a innescare la fusione che poi, come detto, amplificherà la fissione. Ciò significa che, avendo a disposizione un combustibile di fusione a elevata densità, per ottenere la stessa potenza si può utilizzare un nucleo (o nocciolo) più piccolo.
 Tali elevate densità possono essere raggiunte sia utilizzando combustibile con una densità iniziale già alta (ad esempio gas compresso o idrogeno liquido) sia ottenendo una compressione sufficientemente alta nella fase di implosione. In genere vengono utilizzati entrambi i metodi ed è noto che le moderne armi nucleari a fissione statunitensi utilizzino gas di deuterio e trizio ad alta pressione mantenuto in serbatoi esterni al nucleo, gas che vengono iniettati nella cavità presente nel nucleo pochi momenti prima della detonazione come parte della sequenza di armamento. Certamente l'utilizzo di fonti solide, come ad esempio l'idruro di litio, porterebbe a una densità atomica di idrogeno maggiore, ma lo svantaggio cruciale sarebbe dato dal fatto di dover sistemare il contenitore del combustibile di fusione all'interno del nucleo e di dover quindi smontare tutto il dispositivo quando fosse richiesto un rifornimento del serbatoio per rimpiazzare il trizio che, essendo radioattivo, decade.
 
Quando circa l'1% del materiale fissile ha subito la fissione, la temperatura si alza abbastanza (nell'ordine dei 20-30 milioni di kelvin), da causare una fusione termonucleare, la quale produce un numero relativamente alto di neutroni, velocizzando gli ultimi stadi della catena e all'incirca raddoppiando l'efficienza dell'ordigno (ossia la percentuale di materiale fissile che subisce fissione). I neutroni rilasciati dalla fusione deuterio-trizio sono infatti estremamente energetici, circa sette volte di più della media dei neutroni da fissione, il che rende più probabile che essi siano assorbiti dal materiale fissile e inneschino una nuova fissione. Ciò è dovuto a diverse ragioni:
1. Quando questi neutroni energetici colpiscono un nucleo fissile, la reazione di fissione produce un numero di neutroni maggiore rispetto a quanto avviene con i neutroni termici. Nel caso del plutonio-239, ad esempio, il numero di neutroni prodotti è 4,6 se i nuclei vengono bombardati con neutroni energetici e 2,9 se la fissione è invece prodotta da neutroni termici.
2. La sezione d'urto della fissione aumenta sia in termini assoluti che in proporzione alle sezioni d'urto dello scattering  e della cattura neutronica.

Ci si può fare un'idea del potenziale contributo dato da una tale intensificazione osservando che la completa fusione di una mole di trizio (3 grammi) e di una mole di deuterio (2 grammi) produrrebbe una mole di neutroni (1 grammo), la quale, senza conto delle perdite dovute alle fughe o allo scattering, potrebbe fissionare una mole di plutonio (239 grammi) producendo 4,6 moli di neutroni secondari che possono a loro volta fissionare altre quattro moli di plutonio (1.099 grammi). La fissione di questi 1.338 grammi totali di plutonio nelle prime due generazioni porterebbe al rilascio di 23 chilotoni di energia (circa 97 TJ), e risulterebbe, da sola, in un'efficienza del 29,7% per una bomba contenente 4,5 kg di plutonio (ossia una tipica piccola bomba a fissione). L'energia rilasciata dalla fusione di 5 g di combustibile da fusione sarebbe, nel caso, solamente l'1,73% dell'energia rilasciata dalla fissione dei 1.338 g di plutonio. Poiché comunque la reazione di fissione amplificata a catena può continuare ben oltre la seconda generazione, è possibile ottenere potenze totali e efficienze molto maggiori.
A metà degli anni 1950 si scoprì che i noccioli di plutonio sarebbero stati particolarmente suscettibili a una predetonazione se esposti alle forti radiazioni provenienti da esplosioni atomiche vicine, come quelle che si verificherebbero nell'eventualità di un primo colpo nucleare da parte di una nazione nemica. Ciò, naturalmente rese necessaria una tecnologia che rendesse immuni le armi nucleari del proprio arsenale a una tale evenienza, onde evitare che esse venissero rese inutilizzabili, o addirittura detonassero prima che fosse stato possibile lanciarle, da un attacco nemico. Prima dell'avvento dei moderni sistemi radar, che sono in grado di rilevare l'avvicinamento di missili quel tanto che basta da far sì che la potenza attaccata possa lanciare un secondo colpo nucleare, un ottimo modo fu trovato proprio nell'amplificazione delle fissione data dalla fusione. In ordigni del genere, infatti, per ottenere la stessa energia si può utilizzare un quantitativo decisamente inferiore di plutonio, sufficientemente basso da non risultare pericoloso in caso irraggiamento da una fonte esterna.  
Proprio questo fatto, in combinazione con il peso ridotto relativamente alla potenza ottenuta ha fatto sì che le più moderne armi nucleari a fissione utilizzino l'amplificazione per fusione. In queste ultime, le quali hanno tutte una configurazione a nocciolo sospeso, il combustibile di fusione gassoso è iniettato tra il nocciolo e il guscio esterno, dove, durante la detonazione, è compresso contro il nocciolo dall'implosione del guscio esterno fino a raggiungere una densità pari a quella dell'idrogeno liquido, cosa importantissima, come detto poc'anzi, per l'ottenimento di un'alta efficienza nella reazione di fusione.
Particolare importante delle moderne armi a fissione amplificata è anche la posizione della sorgente iniziale di neutroni che, contrariamente ai vecchi modelli di bombe a fissione, è esterno al nucleo e non contiene materiale radioattivo. Nelle prime bombe nucleari, infatti, si utilizzava un iniziatore modulare di neutroni posto, nel caso dei modelli "a implosione" al centro del nucleo, o, nel caso dei modelli "a cannone", presso la massa bersaglio. Nei primi progetti di arma a fissione amplificata si era optato per l'utilizzo di un iniziatore modulare sferico e con una cavità centrale, dove sarebbe stato iniettato il gas, poi, grazie all'avvento di nuove tecnologie fu possibile spostare il generatore di neutroni (tra l'altro non più contenente materiale radioattivo) all'esterno del nocciolo, potendo così, tra le altre cose, o lasciare una cavità più grande che potesse contenere più combustibile di fusione gassoso o rimpicciolire il nucleo stesso.
Come detto, la potenza finale dell'esplosione dipende dalla densità e dalla quantità del combustibile di fusione iniettato nel nucleo poco prima della detonazione. Ne consegue quindi che un controllo elettronico su tale iniezione permette, a parità di nocciolo, di ottenere l'energia desiderata all'interno di un certo limite, consentendo quindi di avere un'arma e energia variabile.

## Test

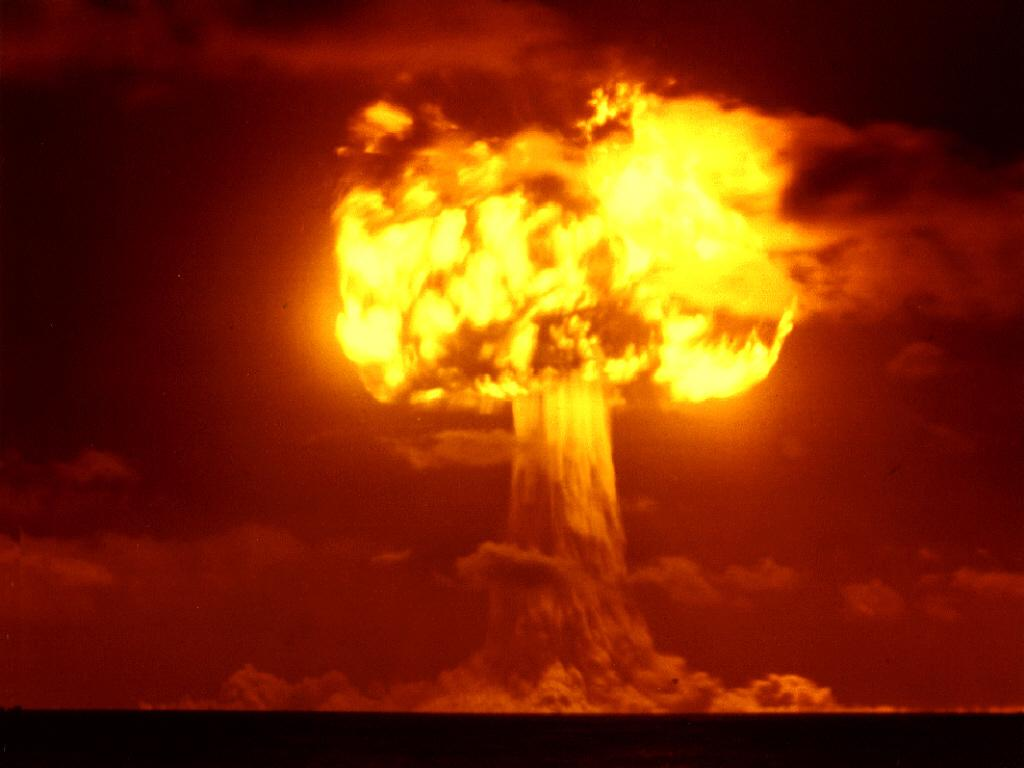
L'esplosione del test Mohawk.

Uno schema dello stadio primario "Swan", si nota, al centro del dispositivo, la miscela di deuterio e trizio gassosi posta all'interno del nucleo di plutonio, a sua volta circondato dal tamper di berillio.

Come detto, l'idea dell'amplificazione fu inizialmente sviluppata alla fine degli anni 1940 nei laboratori di Los Alamos, ma la nuova tecnica fu testata solo nel 1951. In particolare, un primo abbozzo di amplificazione fu testato durante il test George dell'Operazione Greenhouse mentre il primo prototipo vero e proprio di bomba a fissione amplificata dalla fusione fu testato il 25 maggio 1951, durante il test Item, anch'esso facente parte della serie Greenhouse, eseguito nell'atollo di Enewetak, nelle Isole Marshall. In Item l'amplificazione della fissione fu ottenuta attraverso l'iniezione nel nocciolo di una miscela liquida di deuterio e trizio. Il test fu un successo e l'energia rilasciata dalla detonazione di Item fu pari a 45,5 chilotoni, il doppio rispetto a quanto si sarebbe ottenuto senza amplificazione. Tuttavia si evidenziò anche come lo stato liquido del combustibile di fusione fosse piuttosto difficile da gestire, soprattutto per quanto riguarda il mantenimento della temperatura criogenica, reso arduo dal fatto che il trizio, decadendo, riscaldava il tutto.
Un altro ordigno che si ritiene abbia impiegato la fissione amplificata, assieme ad altre tecnologie più avanzate, è stato quello costruito come dispositivo primario per la testata XW-45. Questo tipo di ordigno chiamato Swan, fu testato per la prima volta, da solo, il 22 giugno 1956 con l'esplosione da 15,2 kt del test Inca nell'ambito dell'Operazione Redwing, e poi come primo stadio di un ordigno termonucleare il 2 luglio 1956, con l'esplosione da 360 kt del test Mohawk, anch'esso facente parte della serie Redwing. In seguito al suo successo, lo Swan, le cui dimensioni erano ridottissime se confrontate con quelle di bombe come Fat Man, era infatti un cilindro alto 22,8 cm e di 11,6 cm di diametro, diventò il primo stadio primario multiuso standardizzato (con il nome di Robin) diventando di fatto un prototipo per tutti quelli che seguirono.

## Alcuni dei primi progetti di armi termonucleari a singolo stadio
I primi progetti di armi termonucleari come il sovietico "Sloika", utilizzato nel test RDS-6, facevano un largo uso della fusione per indurre la fissione negli atomi di uranio-238 che costituivano l'uranio impoverito. Questi ordigni avevano un nocciolo di materiale fissile circondato da uno strato di deuteruro di litio-6 a sua volta circondato da uno strato di uranio impoverito. Configurazioni simili a questa erano quella dell'ordigno statunitense Alarm Clock, progettato ma mai costruito, e del britannico Green Bamboo, progettato e realizzato ma mai testato.
Quando questo tipo di bombe esplode, la fissione del nocciolo, sia esso di uranio arricchito o di plutonio, libera neutroni, alcuni dei quali non vengono catturati da altri nuclei del nocciolo e, uscendo da questo, vanno a colpire gli atomi di litio-6 creando il trizio. Quest'ultimo, alle elevate temperature e pressioni che si raggiungono nel nucleo durante una fissione, può subire una fusione termonucleare con il deuterio, producendo un neutrone con un'energia di 14 MeV, assai più alta di quella del neutrone che ha innescato la formazione di trizio. In un'arma come questa, lo scopo della creazione di questi neutroni altamente energetici è soprattutto quello di ottenere, grazie al bombardamento da essi effettuato sugli atomi dello strato di uranio-238 circostante, la fissione anche di quell'uranio. Alcuni dei neutroni liberati da quest'ultimo processo di fissione, andranno a loro volta a colpire il litio-6 rimasto ricreando trizio e così via.  Il fatto di poter utilizzare uranio-238 grazie a questo espediente fu molto importante per l'industria bellica: l'uranio impoverito era infatti molto meno costoso dell'uranio-235 e soprattutto esso non poteva raggiungere condizioni di massa critica, il che rendeva molto meno probabile il suo coinvolgimenti in incidenti potenzialmente catastrofici.
Si è calcolato che, in un ordigno del genere, al massimo il 20% della potenza può derivare dalla fusione, mentre il resto è completamente dovuto al processo di fissione, inoltre si ritiene che esso possa liberare un'energia massima non superiore a un megatone (il sopraccitato test RDS-6 liberò 400 chilotoni di energia). In confronto, una bomba all'idrogeno vera a propria, come la sovietica Tsar, ottiene circa il 97% della sua potenza dalla fusione e la sua energia è limitata solo dalle dimensioni del dispositivo.

## Manutenzione delle armi nucleari a fissione amplificata
La parte più impegnativa e costosa della manutenzione delle armi a fissione amplificata riguarda senza dubbio il trizio. Questo isotopo radioattivo ha infatti un'emivita di 12,355 anni e il suo prodotto di decadimento è l'elio-3, uno dei nuclidi con la più alta sezione d'urto per la cattura neutronica. Di conseguenza, il serbatoio del gas va periodicamente svuotato dell'elio prodotto e ricaricato con il trizio, questo anche per il fatto che l'elio-3, assorbendo i neutroni destinati alla collisione con i nuclei del combustibile di fissione,  smorzerebbe la potenza dell'ordigno. Il trizio è poi relativamente costoso da produrre poiché la creazione di un suo singolo atomo richiede la produzione di almeno un neutrone libero (in realtà, a causa di inefficienze e perdite il numero medio di neutroni è più vicino a due) usato per bombardare il materiale originario (tipicamente litio-6, deuterio o elio-3), cosa che oggi viene realizzata solo in reattori nucleari autofertilizzanti o in acceleratori di particelle dedicati. Inoltre, il trizio inizia a decadere immediatamente, quindi ci sono inevitabili perdite durante la realizzazione, lo stoccaggio e il trasporto dal sito produttivo al sito di utilizzo.